# Александър Пипонков
Александър Иванов Пипонков (Чапай) е участник в комунистическото съпротивително движение в България по време на Втората световна война, командир на чета „Кочо Чистеменски“ от Партизански отряд „Ангел Кънчев“.

## Биография
Александрър Пипонков е роден на 8 август 1920 г. в с. Дъбравите, Пазарджишко. Започва да работи на 14 години (1934) във фабриките „Сампа“ и „Родопи“ (гара Белово), предприятия в Кричим, Пещера и Девин. Активен член на РМС (1935) и БРП (к).
Участва в комунистическото съпротивително движение по време на Втората световна война. Секретар на РМС в с. Дъбравите. На 18 април 1943 г. при опит да бъде арестуван от полицията минава в нелегалност и става партизанин. Приема партизанското име Чапай. От есента на 1943 г. е командир на отделение в чета „Кочо Честименски“, а след смъртта на Костадин Старев е командир на четата. Партизанин е и неговият брат Иван Пипонков (Теренти).
На 9 септември 1944 г. начело на партизанската колона Александър Пипонков слиза в гара Белово. Събитието е възпроизведено две седмици по-късно с поставени лица и влиза в българската кинохроника.
Участва в първата фаза на войната срещу Германия. Командир на взвод в XXVII- и пехотен Чепински полк. Военно звание капитан. Загива на 10 октомври 1944 г. в ожесточен бой за връх Петралица, Кумановско.
В град Белово му е издигнат паметник.